# Gotthard (álbum)
Gotthard es el álbum debut de estudio de la banda suiza de hard rock Gotthard, lanzado en 1992.

## Lista de canciones
| N.º   | Título                     | Escritor(es)                       | Duración |  |
| 1.    | «Standing In The Light»    |                                    | 3:53     |  |
| 2.    | «Downtown»                 |                                    | 3:01     |  |
| 3.    | «Firedance»                | Steve Lee/Leo Leoni/Chris von Rohr | 6:12     |  |
| 4.    | «Hush»                     | Joe South                          | 4:02     |  |
| 5.    | «Mean Street Rocket»       | Steve Lee/Leo Leoni/Chris von Rohr | 3:52     |  |
| 6.    | «Get Down»                 | Chris von Rohr/Mauser              | 3:19     |  |
| 7.    | «Take Me»                  |                                    | 3:43     |  |
| 8.    | «Angel»                    |                                    | 5:20     |  |
| 9.    | «Lonely Heartache»         |                                    | 3:44     |  |
| 10.   | «Hunter»                   |                                    | 4:13     |  |
| 11.   | «All I Care For»           |                                    | 3:08     |  |
| 12.   | «That's It» (instrumental) | Leo Leoni/Hena Habegger            | 1:16     |  |
| 46:11 |                            |                                    |          |  |

## Posición en las listas
| Lista (1992) | Mejor posición |
| ------------ | -------------- |
| Suiza        | 5              |

## Créditos y personal
- Voz - Steve Lee
- Bajo - Marc Lynn
- Guitarra - Vivian Campbell, Leo Leoni
- Percusión - Hena Habegger
- Teclados - Pat Regan
- Composición - Steve Lee, Leone Leoni y Marcia Lynn
- Arreglos - Chris Von Rohr
- Mezclas – Pat Regan
- Asistente de mezclas – Chris von Rohr and Peavy Tanner
- Fotografía - Bernhard Kühmstedt
- Dirección de arte - Thomas Sassenbach